# Las Tunas (Guerrero)
Las Tunas es una localidad del estado mexicano de Guerrero. Es parte del municipio de Benito Juárez.

## Demografía
| Gráfica de evolución demográfica |
|                                  |

| Censo | Población |
| ----- | --------- |
| 1940  | 544       |
| 1950  | 715       |
| 1960  | 1 186     |
| 1970  | 1 463     |
| 1980  | 1 498     |
| 1990  | 1 480     |
| 2000  | 1 435     |
| 2010  | 1 311     |
| 2020  | 1 387     |